# Dislalia

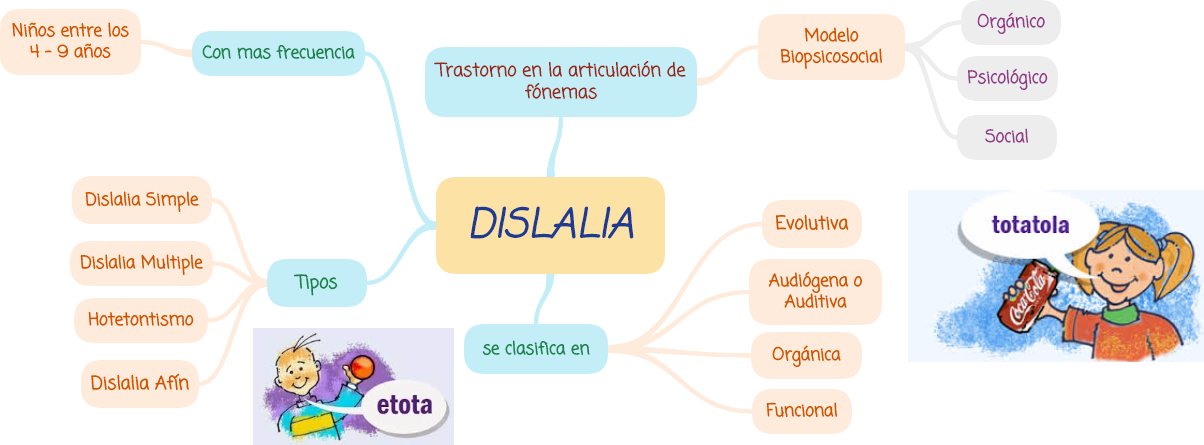

La dislalia (del griego δυσ-, 'dificultad', 'anomalía', y λαλία, 'habla') es un trastorno de la articulación de los fonemas. Se trata de una incapacidad para pronunciar correctamente ciertos fonemas o grupos de fonemas, bien por ausencia o alteración de algunos sonidos concretos. El lenguaje de un niño dislálico muy afectado puede resultar ininteligible. Es el trastorno del lenguaje más común en los niños, el más conocido y más fácil de identificar; suele presentarse entre los tres y los cinco años. 
La dislalia infantil evolutiva es la que tiene lugar en la fase de desarrollo del lenguaje infantil, en la que el niño no es capaz de repetir por imitación las palabras que escucha y lo hace de forma incorrecta desde el punto de vista fonético. Tiene varias fases dentro del desarrollo del lenguaje del niño y finalmente termina cuando el niño aprende a pronunciar correctamente todos los fonemas.

## Clasificación

### Dislalia evolutiva
Es la que tiene lugar en la fase de desarrollo del lenguaje infantil, en la que el niño o niña no es capaz de repetir por imitación las palabras que escucha y lo hace de forma incorrecta desde el punto de vista fonético.

### Dislalia funcional
Según Pilar Pascual García es un defecto en el desarrollo de la articulación del lenguaje por una función anómala de los órganos periféricos. Puede darse en cualquier fonema, pero lo más frecuente es la sustitución, omisión o deformación de r, k, l, s, z, g o ch.
Según Jorge Perelló se trata de la articulación producida por un mal funcionamiento de los órganos periféricos del habla, sin que haya lesión o malformación de los mismos. El niño que la padece no usa correctamente dichos órganos a la hora de articular un fonema a pesar de no existir ninguna causa de tipo orgánico. Es la más frecuente.

### Dislalia audiógena
Su causa está en una deficiencia auditiva. El niño o la niña que no oye bien no articula correctamente, confundirá fonemas que ofrezcan alguna semejanza al no poseer una correcta discriminación auditiva. A este tipo de alteraciones se les denomina dislalias audiógenas. Puede darse por afectación de diversas áreas del sistema auditivo, entre ellas dislocación de los huesecillos del oído. El deficiente auditivo presentará otras alteraciones del lenguaje, fundamentalmente de voz y el estudio de su audiometría nos dará la pauta sobre la posible adaptación de prótesis. La intervención irá encaminada básicamente a aumentar su discriminación auditiva, mejorar su voz o corregir los fonemas alterados e implantar los inexistentes.

### Dislalias orgánicas: disartrias o disglosias
Las alteraciones de la articulación cuya causa es de tipo orgánico se llaman dislalias orgánicas.
Si se encuentran afectados los centros neuronales cerebrales (SNC) reciben el nombre de disartrias y forman parte de las alteraciones del lenguaje de los deficientes motóricos.
Si nos referimos a anomalías o malformaciones de los órganos del habla: labios, lengua, paladar, etc. se les llama disglosias.
- Se denomina dislalia orgánica a aquellos trastornos de la articulación que están motivados por alteraciones orgánicas.
- Estas alteraciones orgánicas pueden referirse a lesiones del sistema nervioso que afecten al lenguaje, en cuyo caso se denominan más propiamente disartrias.
- Cuando la alteración afecta a los órganos del habla por anomalía anatómicas o malformaciones de los mismos, se tiende a llamarlas disglosias.
- Algunos autores engloban dentro de la dislalia orgánica, como un apartado más a la dislalia audiógena, ya que está motivada por una alteración o déficit sensorial y como tal se puede considerar de origen orgánico.
  - Disartria: Las disartrias pueden ser de origen muy variado dentro del trastorno neurológico, dándose igualmente desde el nacimiento o como consecuencia de enfermedad o accidente posterior que desencadena la lesión cerebral. Generalmente son graves y sus posibilidades de rehabilitación están en relación con la severidad de la lesión producida.
  - Disglosia: Las anomalías anatómicas y malformaciones de los órganos del lenguaje son siempre causa de defectos de pronunciación que se denominan disglosias.
- Sus causas están en malformaciones congénitas en su mayor parte, pero también pueden ser ocasionadas por parálisis periféricas, traumatismos, trastornos del crecimiento…
- Estas alteraciones pueden estar localizadas en los labios, lengua, paladar óseo o blando, dientes, maxilares o fosas nasales, pero en cualquier caso impedirán al niño una articulación correcta de algunos fonemas.
- Atendiendo al órgano afectado se clasificarán en disglosias labiales, linguales, palatinas, dentales, mandibulares y nasales o rinolalia.

### Tipos de Dislalia
Dentro de la dislalia de igual forma encontramos ciertos tipos de ésta, los cuales se caracterizan por la capacidad de articulación de fonemas. 
- Simple: Es la imposibilidad de la articulación de un fonema, puede ser considerado también un retraso simple del lenguaje.
- Múltiple: La imposibilidad de la articulación de dos o más fonemas.
- Hotentotismo: La imposibilidad de la articulación de todos los fonemas, es decir una dislalia generalizada.
- Afín: La imposibilidad de la articulación de todos los fonemas con el mismo punto de articulación.[1]

## Dislalia asociada a hábitos orales
De acuerdo a las fuentes consultadas acerca del tema principal dislalia, que se refiere al trastorno en la articulación de algunos fonemas, no está ligada a una enfermedad del cerebro sino más bien al contexto social en el que el sujeto crece. Se puede hablar de diferentes tipos de dislalia que van desde lo evolutivo, funcional, audiogena hasta lo orgánico.
Por lo otro lado, cuando el individuo está aprendiendo una segunda lengua el trastorno se hace evidente y puede llegar a ser más perjudicial o por el contrario benefactor de dicha situación, por ejemplo, cuando se está aprendiendo francés, algunas veces al no pronunciar bien la “r” en español, en francés podría llegar a ser benefactor. Dentro de la dislalia, también abarcan diferentes trastornos del lenguaje o comportamiento como lo son: la dislexia, discalculia, déficit de atención e hiperactividad. 
Entre los trastornos evidentes de la fonación donde interviene la dinámica de los órganos fono articulador se encuentran las dislalias.
La presencia de hábitos orales de formantes, especialmente el empuje lingual, se encuentra íntimamente relacionada con las dislalias; tanto la lengua como el espacio intermaxilar, sufren modificaciones considerables en el crecimiento entre los diez años de edad y llegada a la madurez; y parece probable que estos cambios relativos en la morfología del espacio intermaxilar y la musculatura de la lengua, puedan también jugar una parte en el desarrollo de la voz.

## Trastorno del lenguaje y aprendizaje de una segunda lengua
Dentro del aprendizaje de una segunda lengua (L2) se deben tener en cuenta ciertos aspectos que contribuyen al desarrollo de una L2; de igual forma hay niños que nacen con la capacidad de aprender una segunda lengua[?], pero este va a de acuerdo a las oportunidades en que éste pueda hacer uso de dicha lengua. Igualmente, el aprendizaje de una L2 está relacionada con la habilidad lingüística del alumno, la metodología de enseñanza y el entorno en que esté se encuentre; por otro lado, también hay que tener en cuenta la relación de la L2 con la primera lengua (?) (L1) y como éstas difieren las unas de las otras. En el aprendizaje de una segunda lengua, nos encontramos con desafíos o trastornos del lenguaje oral, escrito o del habla, que así mismo se presentan en la lengua materna.

### Trastorno del habla (Dislalia funcional)
En el español los fonemas más afectados por la dislalia son "r", "rr", "f", "l", "bl", "kl", "gl", "fl", "pr", "br", "tr", "dr", "kr" y "gr". Cuando se aprende una L2 es común que el niño o niña con este tipo de dislalia deba trabajar otros fonemas aparte de los que ya produce con dificultad en la L1, en algunos casos, este tipo de dislalia produce que el niño o niña a la hora de aprender una L2 tenga un mejor patrón articulatorio, pero aun así en la L1 se vería muy marcado este trastorno. Así mismo, dentro de la dislalia perceptiva puede presentar un problema más complicado, ya que este no es un déficit meramente articulatorio, si no también discriminativo, ya que el niño suele eludir ciertos fonemas que en su L1 no se presentan, pero en la L2 si, como también, afectaría su comprensión al cambio de articulación de ciertos fonemas en la lengua materna a la L2, así que, el niño o niña podría presentar dificultades en la expresión como en la comprensión y esto podría traer como consecuencia la pérdida de mucha información. 

### Trastorno del lenguaje oral
Cuando aprendemos una L2 que es totalmente diferente a nuestra L1, como es el caso del español y el inglés, que presentan características sintácticas, morfológicas diferentes debido a sus raíces, ya que el español es una lengua romance y el inglés una lengua anglosajona: las raíces de las palabras no van de la mano, así que el niño debe adquirir y considerar gran número de significantes. De igual forma, aunque el nivel sintáctico de una oración simple sea el mismo, en inglés hay elementos que se ordenan de manera diferente que en el español. Así mismo, al ocurrir este cambio sintácticamente, muchas veces el niño o niña no recibe la información completa y se queda con una visión muy general del mensaje transmitido, que luego no será capaz de analizar.

### Alteraciones en la lecto-escritura
Este se debe a las dificultades en los procesos centrales, tanto léxicos como sintácticos, es decir los déficits que se presentan tanto en la lectura (comprensión lectora) como en la escritura, estos problemas se presentan por las diferencias estructurales de la L1 a la L2 (en este caso español e inglés), de igual forma, este presenta ya que el método más utilizado en la enseñanza de lecto-escritura es el fonético, puesto que sus grafemas no son suficientes. Dentro de la conversión fonema-grafema que permite escribir muchas palabras en español, este puede asegurar una escritura correcta ya que cada segmente fonológico corresponde a una opción grafémica, en el caso del inglés es difícil explicar la escritura, ya que un segmente fonológico puede corresponder a varias opciones grafémicas. Así pues, un niño o niña que este acostumbrado a hacer esta conversión cometerá muchos errores en lectura y escritura, y de igual forma, si el niño presenta el trastorno fonológico, la dificultad se resaltaría en su presentación de los fonemas, ya que esta se deficitaria y al momento de aprender una L2 esto llevaría consigo problemas aún mayores.

## Perfil neuropsicológico de niños con dislalia
La dislalia es uno de los trastornos más frecuentes en los niños, ya que se estima que aproximadamente entre el 5-10% de la población infantil la padece. Asimismo, dentro de esta se pueden distinguir 3 niveles: perceptivo, organizativo y productivo. Hoy en día relacionamos este déficit con perfiles neuropsicológicos en los niños, por consecuente, estos trastornos de la articulación están relacionados con la capacidad diminutiva de memoria a corto plazo, una menor longitud de la palabra y una reducida actividad motriz articulatoria, por otro lado, también se relacionan con otros problemas prosódicos como: alteraciones de memoria auditiva y dificultades en la repetición, y en los ritmos auditivos y visuales en sujetos con problemas de articulación. Por otro lado, las dificultades de percepción audio verbal, de memoria y de atención, repercuten en la articulación de la palabra. Los niños y niñas que sufren de dislalia presentan cierta dificultad para la memorización y para la concentración.

## Comportamiento de los niños con dislalia
Inicialmente, se habla de un trastorno del habla. Los niños que poseen esta patología del lenguaje tienden a presentar características tales como, tensión, inseguridad, además de que, son niños que pueden ser más propensos a perder el control y difícilmente pueden entablar una relación con los demás niños de su entorno social o escolar.
Son pocos los estudios que aparecen acerca de esta patología, por lo tanto, existe una dificultad a la hora de delimitar si los rasgos de personalidad de estos niños causan el desorden lingüístico o, por el contrario, son un defecto del mismo.
Se hace necesario un mayor conocimiento y profundización sobre los factores y características que desempeña la personalidad en los trastornos del lenguaje, puesto que, la mayor incidencia se da en la vida escolar del niño y esto puede ser perjudicial en esta etapa fundamental del desarrollo cognitivo infantil.
Por lo anterior, es importante tener presentes los aspectos personales y en general el contexto del cual el niño es participé, ya que, estos factores tienen relevancia en la aparición y en el mantenimiento de la dislalia.
Para poder facilitar que el niño supere su trastorno del lenguaje de una manera natural y sin dificultades, como lo pueden llegar a ser inconvenientes a la hora de las relaciones interpersonales y de comunicación, es necesario tener en cuenta dichos factores.

### Características de los niños con dislalia
Las principales características que presentan los niños con dislalia van desde factores psicoafectivos, donde el niño es sobreprotegido por los padres, consecuencia que, va a desarrollar en el niño cierto grado de sensibilidad, entre otros, además de, crear dependencia hacia el adulto padres o maestros. 
Igualmente, se pueden encontrar en el niño factores tales como, la facilidad a perder el control emocional; los niños con dislalia presentan dificultad para asociarse con los demás, se muestran inhibidos, manifiestan ansiedad (al ser conscientes de la patología que padecen, tienden a comportarse con características de ansiedad) tensión e inseguridad, dichos factores ayudan en el desarrollo de la dislalia.
También, cuando se presenta la toma de conciencia del problema, se pueden encontrar niños distraídos y ausentes, estos se cohíben por el miedo a la burla y esto hace que no hagan uso del habla de una manera adecuada. Rasgos de personalidad de los niños son más una consecuencia del trastorno del habla que un factor.
Diagnóstico de la dislalia infantil
A un niño le diagnostican dislalia cuando se nota que es incapaz de pronunciar correctamente los sonidos del habla, que son vistos como normales según su edad y desarrollo. Un niño con dislalia suele sustituir una letra por otra, o no pronunciar consonantes.
Ejemplo: dice mai en lugar de maíz, y tes en vez de tres.
Cuando el bebé empieza a hablar, lo hace emitiendo, primero, los sonidos más simples, como el de la m o de la p. Estos sonidos son fundamentales para decir mamá o papá, palabras que no le supondrán un gran esfuerzo siempre que reciba la estimulación adecuada. A partir de este momento, el bebé comenzará a pronunciar sonidos cada vez más difíciles, lo que exigirá más esfuerzo de los músculos y órganos fonadores.
Es habitual que las primeras palabras de un bebé, entre el 8º y el 18º mes de edad, presenten errores de pronunciación. El bebé dirá aua cuando pida agua, o pete cuando quiera el chupete. Los bebés simplificarán los sonidos para que les resulte más fácil pronunciarlos. Sin embargo, a medida que el bebé adquiera más habilidades en la articulación, su pronunciación será más fluida. Cuando este proceso no se realiza con normalidad, se puede hablar de dislalias.

## Ejercicios para trabajar la dislalia
Hay algunos ejercicios que se pueden llevar a cabo mediante juegos. Esto ayudará en gran medida a los niños involucrarse en el tratamiento. El logopeda infantil será capaz de conseguir que el niño articule los sonidos de la forma correcta. El procedimiento es sencillo: se basará en una evaluación inicial, y en un programa que se desarrolle centrándose en los siguientes ejercicios de dislalia:
Existen varios tipos de ejercicios de dislalia:
- Labiales: ejercicios de vibración de labios, de articulación con los dientes cerrados y muecas.

- Mandibulares: masticar un chicle y succionar agua de una jeringuilla.
- Dentales: usar dentífrico con flúor y evitar chuparse el dedo.
- Ejercicios linguales: ejercicios de vibración y de movimiento de la lengua.
- Ejercicios de dislalia palatales: sostener un lápiz entre los labios, hacer gárgaras…

Las sesiones de logopedia en las que el niño trabajará con estos ejercicios serán muy intensas y le servirán para aprender a articular los sonidos y las palabras completas de forma correcta. Pero una vez que esos sonidos se aprenden, se debe seguir trabajando fuera de la terapia. Es decir, en su vida cotidiana ya que tanto padres como profesores deben apoyar esta terapia con los ejercicios de dislalia que correspondan.